# Ходжа, Велдин
Ве́лдин Хо́джа (алб. Veldin Hoxha; род. 15 октября 2002, Риека) — косовский и хорватский футболист, полузащитник клуба «Рубин».

## Клубная карьера
Ходжа — воспитанник клуба «Риека». 7 октября 2020 года в матче Кубка Хорватии против «Дили» он дебютировал за основной состав. По итогам сезона игрок помог команде завоевать национальный кубок. В начале 2021 года Велдин на правах аренды перешёл в «Ориент». 13 февраля в матче против дублёров «Осиека» он дебютировал в хорватской ФНЛ. 4 декабря в поединке против «Опатии» Велдин забил свой первый гол за «Ориент». В начале 2022 года Ходжа перешёл в «Хрватски Драговоляц». 30 января в матче против «Локомотива» он дебютировал в чемпионате Хорватии. В этом же поединке Велдин забил свой первый гол за «Хрватски Драговоляц».
Летом 2022 года Ходжа вернулся в «Риеку». 1 мая 2023 года в поединке против «Славен Белупо» Велдин забил свой первый гол за «Риеку».
12 сентября 2024 года подписал четырёхлетний контракт с казанским «Рубином». 13 сентября 2024 года в матче чемпионата России против «Крыльев Советов» (0:2) он дебютировал за новый клуб, выйдя на замену на 84-й минуте. 27 октября 2024 года Ходжа сделал дубль в матче чемпионата России против «Оренбурга» (1:2), впервые отличившись за «Рубин» на 48-й минуте. Его второй гол, забитый на 87-й минуте, принёс «казанцам» победу.

## Карьера в сборной
Выступал за юношеские и молодёжную сборную Хорватии. Участник чемпионата Европы среди молодёжных команд 2023, где Хорватия не вышла из группы. Ходжа принял участие в 2 матчах турнира.

## Статистика
| Выступление         | Выступление      | Выступление      | Чемпионат | Чемпионат | Кубки | Кубки | Еврокубки | Еврокубки | Итого | Итого |
| Клуб                | Лига             | Сезон            | Игры      | Голы      | Игры  | Голы  | Игры      | Голы      | Игры  | Голы  |
| ------------------- | ---------------- | ---------------- | --------- | --------- | ----- | ----- | --------- | --------- | ----- | ----- |
| Риека               | ХФЛ              | 2020/21          | 0         | 0         | 1     | 1     | 1         | 0         | 2     | 1     |
| Риека               | Итого            | Итого            | 0         | 0         | 1     | 1     | 1         | 0         | 2     | 1     |
| → Ориент            | Первая лига      | 2020/21          | 16        | 0         | 0     | 0     | —         | —         | 16    | 0     |
| → Ориент            | Первая лига      | 2021/22          | 14        | 1         | 2     | 0     | —         | —         | 16    | 1     |
| → Ориент            | Итого            | Итого            | 30        | 1         | 2     | 0     | —         | —         | 32    | 1     |
| Хрватски Драговоляц | ХФЛ              | 2021/22          | 16        | 0         | —     | —     | —         | —         | 16    | 0     |
| Хрватски Драговоляц | Итого            | Итого            | 16        | 0         | —     | —     | —         | —         | 16    | 0     |
| Риека               | ХФЛ              | 2022/23          | 33        | 1         | 2     | 0     | 2         | 0         | 37    | 1     |
| Риека               | ХФЛ              | 2023/24          | 32        | 5         | 6     | 1     | 6         | 0         | 44    | 6     |
| Риека               | ХФЛ              | 2024/25          | 5         | 2         | 0     | 0     | 5         | 0         | 10    | 2     |
| Риека               | Итого            | Итого            | 70        | 8         | 8     | 1     | 13        | 0         | 91    | 9     |
| Рубин               | Премьер-лига     | 2024/25          | 22        | 2         | 4     | 0     | —         | —         | 26    | 2     |
| Рубин               | Итого            | Итого            | 22        | 2         | 4     | 0     | —         | —         | 26    | 2     |
| Всего за карьеру    | Всего за карьеру | Всего за карьеру | 138       | 11        | 15    | 2     | 14        | 0         | 167   | 13    |

1. ↑  Кубок Хорватии, Кубок России.
2. ↑  Лига Европы УЕФА, Квалификация Лиги Европы УЕФА, Квалификация Лиги конференций УЕФА.

## Достижения
Клубные
 «Риека»
- Обладатель Кубка Хорватии — 2020